# Parakan Sebaran
Parakan Sebaran is een bestuurslaag in het regentschap Kendal van de provincie Midden-Java, Indonesië. Parakan Sebaran telt 2326 inwoners (volkstelling 2010).